# La brigada de Mulholland
La brigada de Mulholland  (títol original:  Mulholland Falls ) és una pel·lícula estatunidenca de Lee Tamahori estrenada el 1996. Ha estat doblada al català

## Argument
A Los Angeles, al començament dels anys 1950, es crea una unitat especial de la policia per lluitar contra la criminalitat. La componen quatre homes i han d'investigar sobre l'homicidi d'Allison Pond. Descobreixen que la dona tenia una relació amb el General Thomas Timms, dirigent de la Comissió sobre l'Energia atòmica.

## Repartiment
- Nick Nolte: Max Hoover
- Melanie Griffith: Katherine Hoover
- Chazz Palminteri: Elleroy Coolidge
- Michael Madsen: Eddie Hall
- Chris Penn: Arthur Relyea
- Treat Williams: Coronel Nathan Fitzgerald
- Jennifer Connelly: Allison Pond
- Daniel Baldwin: McCafferty
- Andrew McCarthy: Jimmy Fields
- John Malkovich: General Thomas Timms
- Kyle Chandler: Capità
- Ed Lauter: Earl
- Melinda Clarke: la noia amb la cigarreta
- Aaron Neville: el cantant del Nite Spot
- Buddy Joe Hooker: el pilot del Douglas DC-3
- Bruce Dern: El Cap del LAPD (no surt als crèdits)
- Louise Fletcher: Esther (no surt als crèditse)
- Rob Lowe: Hoodlum (no surt als crèdits)
- William L. Petersen: Jack Flynn (no surt als crèdits)

## Al voltant de la pel·lícula
- La pel·lícula va ser presentada al Festival del Cinema Americà de Deauville el setembre de 1996.
- Per al seu paper de Katherine Hoover, Melanie Griffith ha "rebut" el Premi Razzie 1996 a la pitjor actriu secundària.
- Mulholland Falls  és la primera pel·lícula estatunidenca del neozelandès Lee Tamahori, famós per l'èxit internacional de L'ànima dels guerrers (1994).
- Malgrat el seu repartiment, la pel·lícula va ser un fracàs als Estats Units amb només 12 milions de dòlars de recaptació.[3]
- La pel·lícula s'inspira en una verdadera brigada que es va crear a Los Angeles i que era anomenada la "Hat Squad" (la brigada dels barrets). Aquest grup de policia podia transgredir les lleis per tal de portar a terme les seves investigacions.
- Michael Madsen trobarà més tard el director Lee Tamahori el 2002 per a Mor un altre dia, la 20a pel·lícula de la saga James Bond.